# Прилипки (Калужская область)
Прилипки — деревня в Козельском районе Калужской области. Входит в состав Сельского поселения «Село Покровск».
Расположена на правом берегу реки Клютома у пруда, примерно в 4 км к юго-востоку от села Покровск.

## Население
На 2010 год население составляло 22 человека.